# Schmalstede
Schmalstede là một đô thị thuộc huyện Rendsburg-Eckernförde, trong bang Schleswig-Holstein, nước Đức. Đô thị Schmalstede có diện tích 4,81 km², dân số thời điểm 31 tháng 12 năm 2006 là 276 người.